# Сірий шуліка
Сірий шуліка (Elanus) — рід хижих птахів з родини яструбових. Рід складається з чотирьох видів.
- Шуліка чорноплечий (Elanus caeruleus)
- Шуліка австралійський (Elanus axillaris)
- Шуліка білохвостий (Elanus leucurus)
- Шуліка чорнокрилий (Elanus scriptus)

Сірі шуліки — птахи відкритих просторів. У забарвленні переважають сірий і білий кольори, на крилах — чорні відмітини. Хвіст короткий і прямий. Полюють повільно, облітаючи місцевість у пошуках гризунів та інших дрібних ссавців, птахів і комах, іноді зависаючи на місці подібно боривітеру.